# RK Goirlese Handbalvereniging
G.H.V. (voluit: Goirlese Handbalvereniging) is een handbalvereniging uit het Noord-Brabantse Goirle. GHV is ontstaan op 19 september 1962.

## Geschiedenis
Het herenteam van G.H.V. werd in het seizoen 2015/16 voor het eerst kampioen in de landelijke klasse. Na twee seizoenen behaalden het herenteam van G.H.V. het kampioenschap in de tweede divisie B (2018) en promoveerde naar de eerste divisie. In het eerste seizoen kwam G.H.V. op een zesde plaats te staan en werden vervangend periode winnaar en mocht daardoor meedoen aan de play-off voor promotie naar de eredivisie. G.H.V. eindigde onder het tweede team van Bevo HC. Een jaar later behaalde het team uit Goirle de vierde plaats in de reguliere competitie en werden wederom vervangend periode winnaar. Echter is door de coronacrisis de nacompetitie niet doorgegaan. Hierdoor konden binnen het NHV clubs aangeven voor een eventuele promotie naar de hoogste klasse van Nederland. Door de uitbreiding van de eredivisie van twaalf naar zestien teams is het team voor het seizoen 2020/21 kunnen promoveren naar de eredivisie. Door de uitbraak van de tweede coronagolf moest de competitie vroegtijdig stoppen, waardoor GHV maar drie wedstrijden heeft gespeeld.
In het seizoen 2021/22 werd wel de competitie uitgespeeld en behaalde de herenploeg de twaalfde plaats. Door het uiteenvallen van van de selectie heeft het bestuur van GHV besloten om het team terug te trekken uit de eredivisie. Hierdoor is de club teruggestuurd naar de eerste klasse.

## Resultaten
- 2016 1e
Hoofdklasse
- 2017 8e
Tweede divisie B
- 2018 1e
Tweede divisie B
- 2019 6e
Eerste divisie
- 2020 4e
Eerste divisie
- 2021
Eredivisie
- 2022 12e
Eredivisie

- Eredivisie
- Eerste divisie
- Tweede divisie
- Hoofdklasse

## Erelijst
Heren
| Nationaal      |    |         |
| Tweede divisie | 1x | 2017/18 |
| Hoofdklasse    | 1x | 2015/16 |